# Димовка
Димовка — река в России, протекает по Хвойнинскому району Новгородской области. Река вытекает из озера Лидинское и впадает в озеро Граничное (исток р. Граничной). Длина реки составляет 12 км.
Река протекает через деревню Миголощи — центр Миголощского сельского поселения.
Высота истока — 181,4 м над уровнем моря. Высота устья — 164 м над уровнем моря.

## Данные водного реестра
По данным государственного водного реестра России относится к Верхневолжскому бассейновому округу, водохозяйственный участок реки — Молога от истока и до устья, речной подбассейн реки — Реки бассейна Рыбинского водохранилища. Речной бассейн реки — (Верхняя) Волга до Куйбышевского водохранилища (без бассейна Оки).
Код объекта в государственном водном реестре — 08010200112110000007037.